# Miklós Jancsó
Miklós Jancsó ([ˈmikloːʃ ˈjɒnʧoː]) (Vác, 27 de setembre de 1921 – Budapest, 31 de gener de 2014) fou un director de cinema i guionista hongarès.
Les pel·lícules de Jancsó estan caracteritzades per la seva estilització visual, les seves elegants i llargues preses, els seus escenaris rurals, la seva indagació de períodes històrics d'Hongria i la superficial psicologia dels seus personatges. Un tema recurrent que Jancsó aborda sovint al seu cinema és la naturalesa problemàtica del poder i el seu consegüent abús. Com a escenaris per a les seves pel·lícules, el director hongarès escull sovint diferents períodes històrics d'Hongria, els quals usa com a telons al·legòrics referits a l'ocupació soviètica o al comunisme. Certs crítics, això no obstant, remarquen la dimensió universal de la indagació sobre el poder propi del cinema de Jancsó.

## Vida
Jancsó va cursar estudis de dret a les universitats de Pécs i de Kolozsvár, respectivament, obtenint el títol de llicenciat el 1944.
Entre 1946 i 1950 Jancsó va estudiar a la l'Escola Superior de Teatre i Cinema de Budapest, per començar seguidament la seva carrera com a cineasta tot rodant inicialment documentals. Jancsó es va donar a conèixer internacionalment els anys 1960, com a representant de la “Nova Ona” hongaresa, juntament amb István Szabó i Károly Makk com a membres més destacats d'aquest nou corrent cinematogràfic. Els seus treballs més notables en aquesta època són Szegénylegények (1965), Csillagosok, katonák (El roig i el blanc, 1967) i Még kér a nép (traducció literal: I la gent encara exigeix, 1971), pel·lícules que totes elles van acaparar l'atenció de la crítica internacional després d'haver insinuat ja una prometedora carrera amb el rodatge de Így jöttem' (Camí cap a casa) el 1964. El punt àlgid de la seva carrera va arribar sens dubte el 1972, quan va ser premiat millor director a la 25a edició del Festival de Canes per la pel·lícula Még kér a nép.
A finals de la dècada dels anys 1960 i especialment als 1970, el cinema de Jancsó va esdevenir clarament més estilitzat i simbòlic.
Des dels anys 1980 Jancsó va perdre popularitat malgrat la persistent elegància de l'estil de les seves pel·lícules, que no obstant pequen d'amanerament. Entre els elements típics de les seves pel·lícules destaquen els cavalls, el foc, les pistoles, els personatges vestits d'època o amb ulleres de sol i les noies despullades. Pel que fa a la profunditat psicològica i a la solidesa de l'estructura narrativa de les seves pel·lícules, això no obstant, les històries de Jancsó no assoleixen el nivell de l'opulència visual que la crítica ha lloat en general del seu cinema.
Els anys 1990 el veterà director hongarès va obtenir certs èxits a nivell nacional, amb pel·lícules de modest pressupost en les quals Jancsó va continuar explotant el seu personal llenguatge cinematogràfic combinat ara amb un nou to irònic.
Jancsó va contraure matrimoni en múltiples ocasions, entre ells amb la popular directora de cinema Márta Mészáros. Fruit dels seus enllaços matrimonials, Jancsó és pare de quatre fills.

## Filmografia (selecció)
- 1961: Oldás és kötés
- 1964: Így jöttem
- 1965: Szegénylegények
- 1967: Csillagosok, katonák
- 1968: Fényes szelek
- 1968: Csend és kiáltás
- 1969: Sirokkó
- 1972: Még kér a nép
- 1974: Vizi privati, pubbliche virtù
- 1974: Szerelmem, Elektra
- 1979: Magyar rapszódia
- 1981: A zsarnok szíve, avagy Boccaccio Magyarországon
- 1999: Nekem lámpást adott kezembe az Úr Pesten